# アン・サ・イヨ・アイ・アキン
『アン・サ・イヨ・アイ・アキン』（タガログ語: Ang sa Iyo ay Akin）は、フィリピンのテレビドラマ。カパミリア・チャンネルで2020年8月17日から2021年3月9日まで放送された。

## 登場人物

### 主要キャラクター
マリッサ・D・ピネダ＝ズリャニ / マリッサ・D・ピネダ＝マンスエト
演：ジョディ・サンタ・マリア
エリス・セニドサ・ビジャローサ
演：イザ・カルサド
ガブリエル・ビジャロサ
演：サム・ミルビー

### 助演キャスト
ルシンダ「ルーシング」デラ・クルス＝ピネダ
演：マリセル・ソリアーノ
ジェイク・P・ズリャニ
演：グレイ・フェルナンデス
ホープ・C・ビジャローサ
演：キラ・バリンジャー
アヴェリーノ「アヴェル」マンスエト・ジュニア
演：ジョセフ・マルコ
ベレン・セニドサ
演：リタ・アビラ